# I mörkaste Småland (film)
I mörkaste Småland är en svensk svartvit komedifilm från 1943 i regi av Schamyl Bauman. I rollerna ses bland andra Sigurd Wallén, Emil Fjellström och Gull Natorp.

## Om filmen
Förlaga till filmen var novellerna Tattare, Gårbotten, Älg, Johannes, Smålandsmystik och Barndomsminne från Småland, alla skrivna av Albert Engström. Dessa omarbetades till filmmanus av Erik Lundegård, Torsten Lundqvist och Bauman. Inspelningen ägde rum i mars samt maj-juli 1943 i Sandrews ateljéer och Centrumateljéerna i Stockholm samt i Vimmerby, på Totebo järnvägsstation, Södra Vi och Tångarp. Logdansscenerna är filmade på Cirkus på Djurgården i Stockholm. Fotografer under inspelningen var Olle Nordemar och Sven Nykvist och klippare Lennart Wallén. Originalmusik komponerades av Jules Sylvain och Gunnar Johansson och i övrigt användes bland annat "Din klara sol går åter opp" av Johann Georg Störl med svensk text av Johan Olof Wallin. Filmen premiärvisades den 25 oktober 1943 på biografen Grand i Vimmerby och var 73 minuter lång och barntillåten.

## Rollista
- Sigurd Wallén – Johannes/berättaren
- Emil Fjellström – Cornelius, Johannes granne, smed
- Gull Natorp – Kristin, Johannes hustru
- Eivor Landström – Mari, Cornelius dotter
- Peter Höglund – Alfred, Cornelius smedhalva
- Gideon Wahlberg – länsman
- Theodor Berthels – Erkas, tattare
- Carl Barcklind – häradshövdingen
- Carl Hagman – doktor Lind
- John Botvid – Johannes far
- Wiktor "Kulörten" Andersson – konstapel Söderkvist
- Nils Hallberg – Erkas ena son
- Lennart Pilotti – Erkas andre son
- Erik A. Petschler	– cirkusdirektören
- Ernst Brunman – patron Magnus
- Kaj Hjelm	– Johannes och Kristins äldste son
- Albin Erlandzon – Lars-Ola, bonde
- Ingemar Holde – Karlsson, länsmansbiträdet
- Artur Cederborgh – stinsen i Totebo
- Arne Lindblad – cirkusutroparen
- Birger Sahlberg – handelsmannen
- Torsten Hillberg – löjtnant på Ränneslätt
- Aurore Palmgren – Kloka Malla, fattighushjon
- Mona Geijer-Falkner – fattighushjon
- Wilma Malmlöf – fattighushjon
- Lisa Wirström – fattighushjon
- Anna-Stina Wåglund – en dam med fjäderboa på marknadsplatsen
- Gudrun Folmer-Hansen – cirkuskassörskan
- Knut Frankman – fattighushjon utanför fattighuset
- Rudolf Svensson – "Nordens Ek", cirkusatleten
- Artur Rolén – en man på logdansen
- Hartwig Fock – smörspekulant på marknaden
- Karl Erik Flens – beväring som blåser revelj
- Bror Abelli – kyrkoherden

Ej krediterade
- Douglas Håge – juveleraren
- Olga Andersson – doktorinnan Lind
- John Elfström – ena slagskämpen vid logdansen
- Julia Cæsar – gumma vid logdansen
- John Melin – krögaren
- Margit Andelius – telefonist i Vimmerby
- Millan Fjellström	– fattighushjon utanför fattighuset
- Hugo Lundström – fattighushjon utanför fattighuset
- John Ericsson – länsmans följeslagare vid tjuvskyttejakten
- Holger Höglund – 51:an, beväring
- Gabriel Rosén – korpralen med geväret
- Curt Löwgren – beväring
- Birger Lensander – andra slagskämpen vid logdansen / Lasse, kroggäst
- Carl-Harald – kospekulant på marknaden
- Axel Högel – hästspekulant på marknaden
- Carin Lundquist – smörspekulant på marknaden
- Hjördis Gille – Emma, Lars-Olas hushållerska
- Jack Gill	– dragspelaren på logdansen
- Victor Thorén – skolläraren
- Jan-Olof Rydqvist	– Johannes och Kristinas andre son
- Gösta Qvist – Karlsson, man som samtalar med stinsen på järnvägsstationen
- Arne Lundh – mannen som torkar bort blodet från konstapel Söderkvists ansikte
- Gunnar Almqvist – man i rättssalen
- Folke Algotsson – marknadsbesökare
- Victor Haak – man på logdansen och i cirkustältet
- Bengt Brunskog – ung man vid slagsmålet på marknaden
- Bengt Svensson – den minste av Lars-Olas och Emmas söner
- Ludvig Svensson – skomakaren
- Nils Oskar Wenström – kopparslagaren